# Iline, Cernihivka
Iline (în ucraineană Ільїне) este localitatea de reședință a comunei Panfilivka din raionul Cernihivka, regiunea Zaporijjea, Ucraina. Satul a fost locuit de germanii pontici și era împărțit în alte 3 sate: Schardau, Pordenau și Mariental. 

## Demografie
Componența lingvistică a localității Iline
     Ucraineană (86,08%)
     Rusă (12,97%)
     Alte limbi (0,96%)
Conform recensământului din 2001, majoritatea populației localității Iline era vorbitoare de ucraineană (86,08%), existând în minoritate și vorbitori de rusă (12,97%).